# Georg Christoph Biller

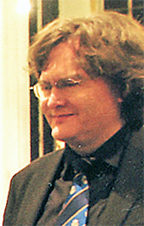
Georg Christoph Biller (2008)

Georg Christoph Biller (* 20. September 1955 in Nebra (Unstrut); † 27. Januar 2022 in Leipzig) war ein deutscher Dirigent. Er war von 1992 bis Ende Januar 2015 Thomaskantor zu Leipzig.

## Leben
Georg Christoph Biller wurde 1955 als Sohn des Pfarrers Ernst Biller (* 1921 in Schweidnitz) in Nebra geboren. Er erhielt seine erste musikalische Ausbildung von 1965 bis 1974 als Thomaner unter Erhard Mauersberger und Hans-Joachim Rotzsch. Als Chorpräfekt sammelte er hier erste Erfahrungen im Dirigieren. Nach dem Abitur 1974 an der Thomasschule zu Leipzig studierte er von 1976 bis 1981 Orchesterdirigieren bei Rolf Reuter und Kurt Masur sowie Gesang an der Hochschule für Musik und Theater „Felix Mendelssohn Bartholdy“ Leipzig. Im Jahre 1976 gründete er das Leipziger Vocalensemble.
Von 1980 bis 1991 leitete er den GewandhausChor Leipzig. Gleichzeitig lehrte er als Dozent für Chorleitung an der Kirchenmusikschule Halle. 1982 erfolgte die Gründung des Männerstimmen-Sextetts „Arion-Collegium“. Im selben Jahr erwarb er das Diplom im Orchesterdirigieren an der Internationalen Sommerakademie Mozarteum Salzburg. Ab 1983 war er Mitglied der Akademie der Künste Berlin. 1985 wurde er mit dem Osaka-Musikpreis ausgezeichnet. Von Juli 1990 bis Juli 1992 war Georg Christoph Biller interimistischer Kantor an der Stadtkirche Naunhof. 1991/1992 war er Dozent für Chordirigieren an der Hochschule für Musik und Darstellende Kunst Frankfurt am Main und Hochschule für Musik Detmold.
1992 wurde er zum Thomaskantor zu Leipzig berufen und war damit der sechzehnte Thomaskantor nach Johann Sebastian Bach. Er selbst bezeichnete diese Position als „Lebenstraum“. Biller führte bei seiner Arbeit mit dem Thomanerchor die kirchenmusikalische Tradition seiner Vorgänger fort. Dabei legte er großen Wert auf einen liturgischen Aufbau der Motetten- und Konzertprogramme, in denen sich die gesamte Chortradition von den gregorianischen Anfängen bis hin zur Moderne wiederfand. Er war mit vielen zeitgenössischen Komponisten eng verbunden, selbst kompositorisch tätig und Gastdirigent prominenter Klangkörper wie z. B. der New Yorker Philharmoniker, Konzerthausorchester Berlin und Sydney Symphony Orchestra. Biller begann 1992 die gesamten erhaltenen Kantaten Bachs zyklisch in chronologischer Reihenfolge mit den Thomanern und dem Gewandhausorchester aufzuführen, wobei die Kantaten ihre Zuordnung zum entsprechenden Sonntag zum Kirchenjahr erhielten. 1994 wurde er zum Professor für Chordirigieren an der Hochschule für Musik Leipzig ernannt. Ab 2009 lehrte er dort als Professor für Orchesterdirigieren.
Im Jahr 2012 feierte der Thomanerchor unter dem Motto „glauben, singen, lernen“ sein 800-jähriges Bestehen, welches mit einem umfangreichen Jubiläum gefeiert und von Biller mit initiiert und geleitet wurde. 2013 setzte Biller mit dem Auswahlchor der Thomaner neue Akzente unter besonderer Berücksichtigung der historischen Aufführungspraxis. Er besetzte die Stimmen drei- bis vierfach und positionierte die Sänger vor dem Orchester am Geländer der Empore. Zudem ließ er den Chor aus Reproduktionen der originalen Handschriften singen.
Im Jahr 2014 fiel Biller als Thomaskantor ein halbes Jahr aus. Ursächlich war eine depressive Episode. Schon in den Jahren vorher hatte er immer wieder mit Depressionen zu kämpfen. Zudem zeigten sich mehr und mehr Symptome einer zerebellären Ataxie, die sich seit 2008 bemerkbar gemacht hatte und schubweise zu Bewegungs- und Artikulationsstörungen führte. Zu Ende Januar 2015 legte Biller sein Amt als Thomaskantor aus gesundheitlichen Gründen nieder. Sein Nachfolger wurde Gotthold Schwarz. Am 18. Juni 2015 wurde Biller in einem Festakt der Stadt Leipzig, begleitet durch den Thomanerchor und das Gewandhausorchester, verabschiedet. Am folgenden Sonntag trat er mit seinem neugegründeten Ensemble, den Leipziger Bach-Solisten, sowie dem Leipziger Barockorchester in einem Benefizkonzert zugunsten von Flüchtlingen in Tröglitz auf. Die 18 Sänger standen dabei, wie von Biller angekündigt, „wie zu Bachs Zeiten vor dem Orchester“.

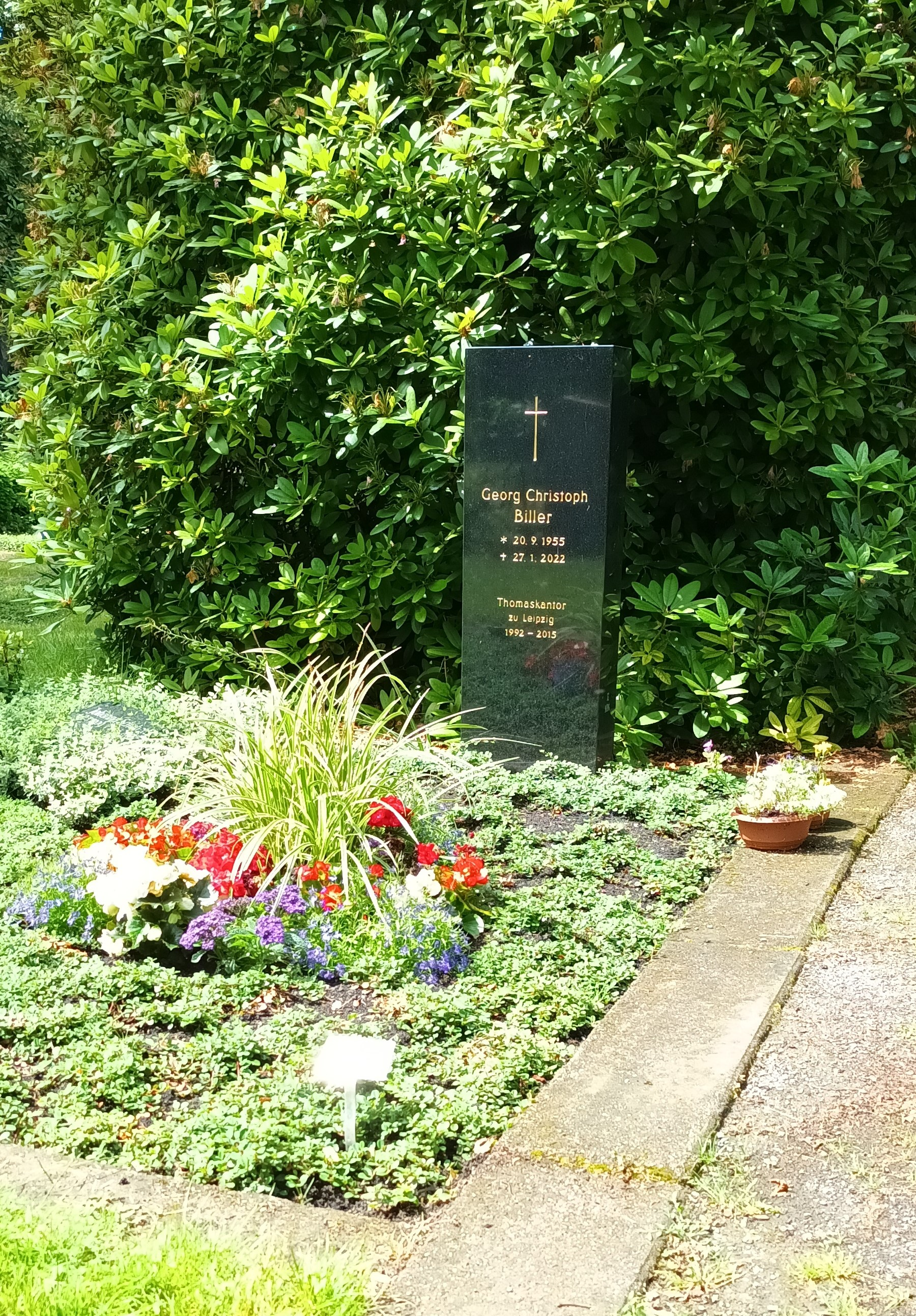
Grabstätte Georg Christoph Biller

Biller war weiterhin als Gastdirigent, Chorpädagoge und Komponist tätig. Er war Schirmherr des Schönberger Musiksommers und des Bachfestes Leipzig sowie Ehrenmitglied der Richard-Wagner-Gesellschaft Leipzig 2013. Seit Beginn der 2000er Jahre verfolgte er die Vision des Forum Thomanum, eines Bildungscampus rund um Thomasschule und Thomanerchor. Im Rahmen der Festtage „Leipziger Romantik“ initiierte er die Regeriade, die jährlich anlässlich des Todestages Max Regers in Leipzig stattfindet.
Biller vertonte verschiedene Texte von Carola Moosbach, so 2014 die Kantate Frieden machen. Im Jahr 2019 wurde sein Werk Irritationen zum Michaelisfest uraufgeführt.
Georg Christoph Biller war mit der Schauspielerin Ute Loeck verheiratet. Sein älterer Bruder ist der Kirchenmusiker Gottfried Biller.
Am 27. Januar 2022 starb Georg Christoph Biller nach längerer, schwerer Krankheit im Alter von 66 Jahren in Leipzig. Am 10. Februar 2022 erfolgte im Anschluss an einen Trauergottesdienst in der Thomaskirche die Beerdigung auf dem Leipziger Südfriedhof, unweit der Grabstätte seines Lehrers Kurt Masur.

## Ehrungen und Auszeichnungen
- 1985: Osaka–Musikpreis

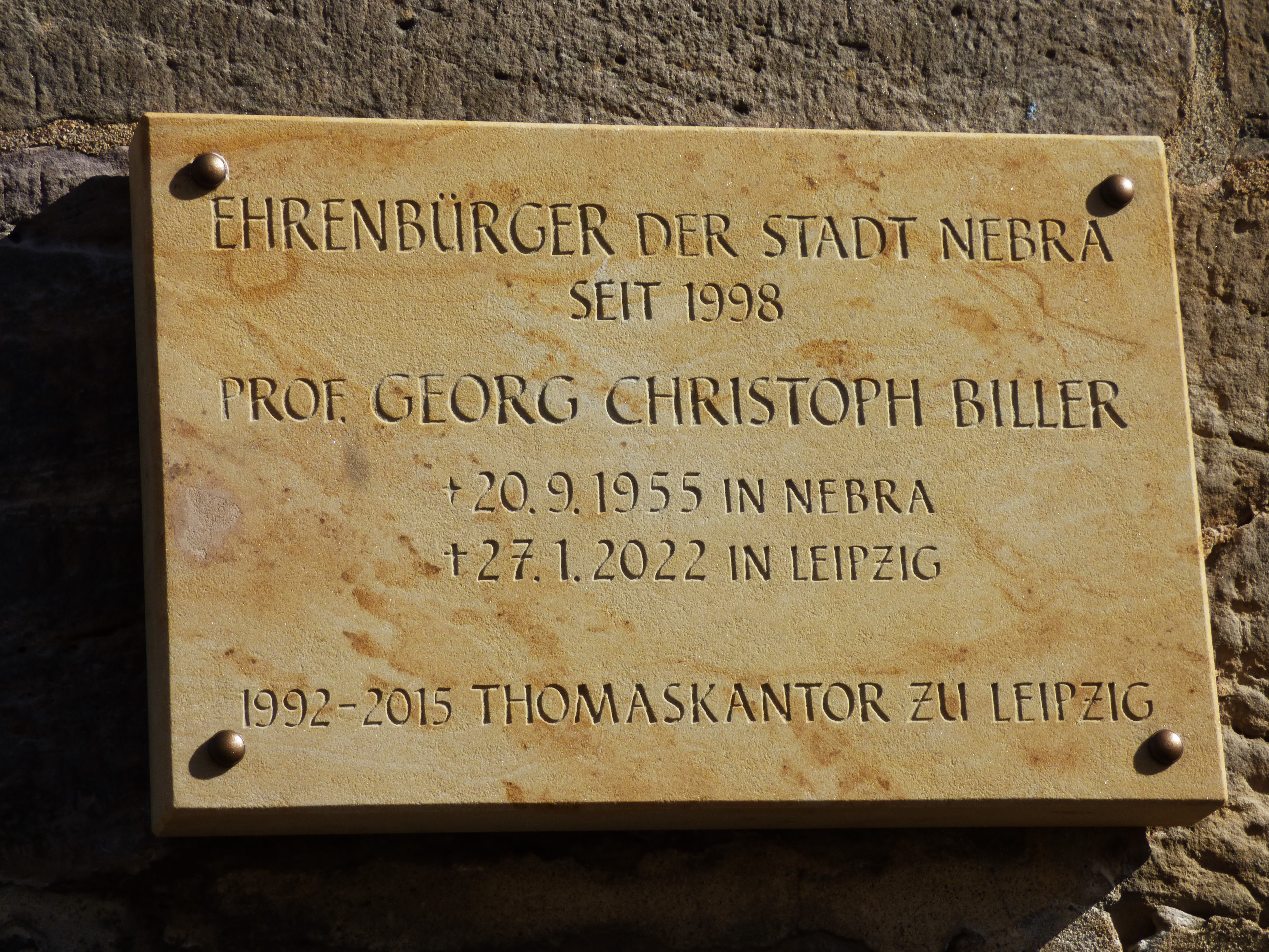
Gedenktafel an der Kirche Nebra für Georg Christoph Biller

- 1998: Ehrenbürgerschaft der Stadt Nebra (Unstrut) (5. September)[15]
- 2012: Echo Klassik
- 2012: Internationaler Mendelssohn-Preis zu Leipzig
- 2013: Ehrenmitgliedschaft der Richard-Wagner-Gesellschaft Leipzig 2013
- 2014: Verdienstorden der Bundesrepublik Deutschland (Verdienstkreuz 1. Klasse)[16]
- 2022: Posthume Einführung von Alt-Thomaskantor Georg Christoph Biller als Chorherr zu St. Thomae (11. Juni 2022)[17]
- seit 2023: Verleihung des mit 2.000 € dotierten Georg-Christoph-Biller-Preises durch den Burgenlandkreis (Anerkennung und Würdigung herausragender kultureller Leistungen zum Wohle des Landkreises)
- 2024: Ehrentafel zum Gedenken an den Thomaskantor am Portal der Stadtkirche zu Nebra[18]

## Werke

### Kompositionen
Georg Christoph Biller gründete im Jahr 2015 sein „Biller-Werk-Verzeichnis“ (BiWV), in dem seine sämtlichen veröffentlichten Kompositionen aufgelistet sind. Aus diesem Œuvre publiziert ein Verlagshaus in Berlin ausgewählte Kompositionen und Bearbeitungen als Notenreihe.
- Der apostolische Segen / Benedicamus. 2011.
- Naunhofer Chorbuch.
- Responsorien. 2012.
- Gesänge nach Worten von Clemens Brentano.
- 7 Lieder aus Stille.
- Psalmen Davids.
- Eine kleine Thomasmusik. 2000.
- Der Nebraer Himmelspsalm.
- Res severa verum gaudium. Kanon.
- Herr, tue meine Lippen auf.
- Verleih uns Frieden gnädiglich. Männerchor (TTBB) a cappella, 2015
- In einem Glauben. 2009.
- Gemeindeliedsätze und Halleluja-Verse. In: Das Neue Thomasgraduale. Phonus, 2014.
- Vater unser im Himmelreich. Gesangssatz. 2013.
- Hiobs Botschaft. für Solo-Bariton, gemischten Chor und Bassinstrument ad libitum, 2014.
- Irritationen. 2019.
- Gesänge nach Worten von Clemens Brentano
- St. Thomas-Ostermusik (Festmusik zum 800-jährigen Bestehen der Thomana) 2012/2013
- Air. Dona nobis pacem, Bearbeitung des Air aus der Orchestersuite Nr. 3, für gemischten Chor (SATB) a cappella
- Frieden machen, kleine Kantate nach einem poetischen Kommentar von Carola Moosbach zur Bach-Kantate BWV 114
- 2018 St. Thomas-Motette, für Solo-Bariton, gemischten Chor und Bassinstrument ad libitum
- Botschaften Jesajas, für gemischten Chor und Bassinstrument ad libitum[19]

### Publikationen
- Manfred J. Hofmann: Georg Christoph Biller – Erinnerungen und Reflexionen. 206 Seiten, BoD Norderstedt 2022, ISBN 978-3-7568-7918-2
- Manfred J. Hofmann: Georg Christoph Biller – Zu Füßen Bachs. Verlag: J.G. Seume, Saarbrücken 2022, ISBN 978-3-9818850-8-8 (248 S., seume-verlag.de – Mit einem Vorwort von Ton Koopman und zahlreichen Beiträgen von Freunden und Weggefährten; Seume-Reihe Seume Passagen).
- mit Thomas Bickelhaupt: Die Jungs vom hohen C. Erinnerungen eines Thomaskantors. Mitteldeutscher Verlag, Halle (Saale) 2018, ISBN 978-3-95462-951-0.
- Das Biller-Werk-Verzeichnis – Eine Auswahl aus seinen Kompositionen und Bearbeitungen. Mit Lebenslauf des Komponisten, Verweis auf „Juister Psalmen“, BiWV 1, ISMN M-50106-014-6, „Naunhofer Chorbuch“[20], BiWV 16, ISMN M-50106-015-3, sowie Übersicht von Live-Mitschnitten auf CD-Veröffentlichungen. Hrsg.: Verlagshaus Gotthardt, Berlin 2015.
- Georg Christoph Biller: Das Neue Thomasgraduale nach dem Evangelischen Gesangbuch. Phonus-Verlag, Leipzig 2014 (212 S., 24 cm × 30,5 cm; ISMN: 979-0-50232-002-7).

### Tonträger (Auswahl)
- Ute Loeck und Georg Christoph Biller: Chansonettes mit Bach – Lieder von Bach bis Beatles. Rondeau Musikproduktion und -vertrieb, Leipzig 2012.[21]

### DVD
- Der Thomanerchor Leipzig in frühesten Filmdokumenten – Zwischen Tradition und Moderne. DVD mit Filmdokumenten des Thomanerchores von 1941, 1942 und 2012, herausgegeben mit Stefan Altner, Günter Atteln, Hans-Jürgen Bersch, Hagen Kunze und Gerhard Passolt, Altenburg 2013.

## Georg-Christoph-Biller-Preis
Am 24. November 2023 hat der Burgenlandkreis, der Landkreis um Billers Geburtsort Nebra (Unstrut), erstmals den Georg-Christoph-Biller-Preis verliehen. Erster Preisträger ist Philipp Baumgarten aus Zeitz. Die Auszeichnung mit einem Preisgeld von 2.000 Euro soll jährlich herausragende kulturelle Leistungen im Landkreis würdigen, sagte Landrat Götz Ulrich.

## Varia
- Georg Christoph Biller war von Juli 1990 bis Juli 1992 Interims-Kantor der Stadtkirche Naunhof.[26] Seine Verbundenheit mit dieser Kirchgemeinde zeigt sich daran, dass er acht Kompositionen aus dieser Zeit mit dem Titel „Naunhofer Chorbuch“ (Biller-Werk-Verzeichnis BiWV 16; ISMN M-50106-015-3) veröffentlichte – auf der Titelseite ist die Stadtkirche Naunhof abgebildet.[20][27]

## Trivia
Im Juni 2022 wurde Georg Christoph Biller postum zum Osteoporose-Ehrenbotschafter ernannt.